# Chakia (Uttar Pradesh)
Chakia – miasto w północnych Indiach w stanie Uttar Pradesh, na Nizinie Hindustańskiej.
Populacja miasta w 2001 roku wynosiła 13 667 mieszkańców.